# Bitka pri Borodinu
Bitka pri Borodinu je potekala 7. septembra 1812. v napoleonskih vojnah med francosko invazijo na Rusijo.
V bojih je sodelovalo okoli 250.000 vojakov, žrtev je bilo najmanj 70.000, zaradi česar je bil Borodino najsmrtonosnejši dan napoleonskih vojn in najbolj krvav dan v zgodovini vojskovanja do prve bitke na Marni leta 1914. Napoleonova Grande Armée, ki je sprožila napad proti Ruski carski vojski ni uspela odločilno zmagati. Obe vojski sta bili po bitki izčrpani, Rusi so se naslednji dan umaknili s terena. Borodino je predstavljal zadnje rusko prizadevanje za zaustavitev francoskega napada na Moskvo, ki je padla teden kasneje. Vendar Francozi niso imeli jasnega načina, da bi carja Aleksandra prisilili k kapitulaciji, ker ruska vojska ni bila odločno poražena, kar je povzročilo končni poraz francoske invazije in umik iz Moskve oktobra 1812.
Po nizu ruskih umikov na začetku kampanje se je plemstvo razburilo zaradi napredujočih francoskih čet in carja prisililo, da je odpustil poveljnika vojske Mihaila Bogdanoviča Barclaya de Tollyja. Na njegovo mesto je bil imenovan Mihail Kutuzov. V zadnjem poskusu reševanja Moskve so Rusi stopili v bližino vasi Borodino, zahodno od mesta Možajsk. Okrepili so svoje položaje in čakali, da Francozi napadejo. Rusko desno krilo je zasedlo idealne obrambne terene in tako so Francozi večji del bitke poskušali pritisniti na rusko levico.
Vrhunec spopadov je postal krvav boj za veliki reduto Raevski blizu vasi Borodino. Francozom je uspelo zajeti to reduto pozno tisti dan in postopoma potisniti nazaj tudi preostalo rusko vojsko. Rusi so med boji doživeli strašne žrtve, izgubili so več kot tretjino svoje vojske. Tudi francoske izgube so bile velike, kar je še poslabšalo logistične težave, s katerimi se je Napoleon srečal v kampanji. Izčrpanost francoskih sil in pomanjkanje informacij o stanju ruske vojske sta prepričala Napoleona, da je s svojo vojsko ostal na bojišču, namesto da bi naročil energično zasledovanje, ko je bil to običaj v prejšnjih akcijah.
Napoleonova cesarska straža, edina enota na bojišču, ki ni bila v spopadih, je bila na voljo za ukrepanje. Nekateri zgodovinarji verjamejo, da je zaradi zavrnitve posega straže, izgubil priložnost za uničenje ruske vojske in zmago v kampanji.
Zavzetje Moskve se je izkazalo za pirovo zmago, saj se Rusi niso nameravali pogajati z Napoleonom za mir. Francozi so oktobra duhovno prestolnico Rusije zapustili in izvedli zahteven umik, ki je trajal do decembra, do takrat pa je preostanek Grande Armee v veliki meri razpadel. Zgodovinska poročila o bitki so se bistveno razlikovala glede na to, ali izvirajo iz podpornikov francoske ali ruske strani. Spopadi med starejšimi častniki v vsaki vojski so privedli tudi do konfliktnih opisov in nesoglasij glede vlog določenih častnikov.

## Ozadje

### Napoleonov pohod na Rusijo
Francoska Grande Armée je začela svojo invazijo na Rusijo 16. junija 1812. Car Aleksander I. Ruski je kot odgovor razglasil domovinsko vojno in se pripravil soočiti se s Francozi. Po načrtu nemškega generala Karla Ludwiga von Phulla so se ruske čete pod poveljstvom grofa Mihaila Barclaya de Tollyja morale soočiti z Grande Armée v Vilni; preostale čete pod vodstvom generala Pjotra Bagratida bi izvedle napad na francoski južni bok in zadek. Vendar se je Phullov načrt kmalu izkazal za resno napako, saj je bila ogromna Grande Armée več kot dovolj velika, da je hkrati ločila in zdrobila obe ruski vojski. Poleg tega je udeležba carja Aleksandra I. kot poveljnika povzročila več kaosa v ruski vojski. Ruske sile, ki so bile zbrane ob poljski meji, so se morale umakniti pred hitrim francoskim napredovanjem.
Napoleon je napredoval iz Vitebska in upal ujeti rusko vojsko na prostem, kjer bi jo lahko uničil.  Francoska vojska ni bila dobro pripravljena za daljši čezmejni pohod; od najbližje oskrbne baze v Kovnu (sodobni Kaunas) je bila oddaljeno 925 km. Francoske oskrbovalne linije so bile ranljive in kozaki, lahka konjenica, gverilske sile in celo francoski dezerterji so napadali in resno izčrpavali francoske oskrbne kolone. Osrednja francoska sila pod Napoleonovim neposrednim poveljstvom je prečkala reko Nemen z 286.000 možmi, vendar se je do bitke zmanjšala na 161.475, večinoma zaradi stradanja in bolezni. Kljub temu je možnost odločne bitke Napoleona zvabila globlje v Rusijo in še bolj raztegnila njegove dobavne linije.
Spopadi med Barclayevimi podrejenimi so ruskemu poveljniku večkrat preprečili, da bi svoje sile prisilil v boj. Barclajevi kolegi generali in ruski dvor so na nenehno umikanje gledali kot na nepripravljenost do boja; posledično so ga 29. avgusta 1812 odstavili iz poveljstva in ga zamenjali s knezom Mihailom Kutuzovim. Čeprav 67-letnega generala Kutuzova sodobniki niso videli kot enakovrednega Napoleona, je imel sposobnost, da zbere dobro obrambo. Bil je favoriziran, ker je bil Rus, medtem ko je bil Barclay škotskega porekla, oficirji, ki so bili podrejeni Barclayju, pa so lahko sprejeli Kutuzova in tako združili vojsko. Kutuzov je 18. avgusta prispel v Carjevo-Zajmiše, da bi pozdravil vojsko.
Po prevzemu vojske je Kutuzov organiziral močno stražarstvo pod poveljstvom generala Konovnicina in nato ukazal vojski, da se pripravi na boj. Kutuzov je razumel, da je bila Barclayjeva odločitev o umiku pravilna, vendar ruske čete niso mogle sprejeti nadaljnjega umika. Morala se je zgoditi bitka, da bi se ohranilo moralo vojakov. Novemu poveljniku še vedno ni uspelo vzpostaviti obrambnega položaja, ko sta bili vojski znotraj 125 kilometrov od Moskve. Nato je 30. avgusta ukazal še en umik v Gžatsk (sodobni Gagarin), do takrat pa se je razmerje med francoskimi in ruskimi silami zmanjšalo s 3:1 na 5:4.
Napoleonova Grande Armée se je končno približal Moskvi iz severozahoda po Smolenskih cestah z reko Moskvo na levem boku. Vzpostavljena je bila obrambna črta v najboljšem razpoložljivem položaju na tej poti pred Moskvo v bližini vasi Borodino.  Čeprav je bilo Borodinsko polje preveč odprto in je imelo premalo naravnih ovir za zaščito ruskega središča in levega boka, je bilo izbrano zaradi zaščite, ki jo zagotavlja reka Koloča, ker je blokiralo obe cesti Smolensk – Moskva in ker preprosto ni bilo nobene boljše lokacije. Kutuzov je s 3. septembrom okrepil črto z zemeljskimi deli, vključno z Raevsko reduto v desnem središču linije in tremi odprtimi zemeljskimi deli imenovanimi Bagrationove flèches na levi.

### Bitka pri reduti Ševardino
Začetni ruski položaj, ki se je raztezal južno od nove Smolenske ceste (Napoleonova pričakovana pot napredovanja), je bil zasidran na levi strani peterokotne zemljanke, ki je bila postavljena na nasipu v bližini vasi Ševardino. Ruski generali so kmalu spoznali, da je njihovo levo krilo preveč izpostavljeno in ranljivo. Torej je bila ruska linija premaknjena nazaj s tega položaja, reduta pa je ostala s posadko; Kutuzov je zatrdil, da je bila posadka redute tam preprosto zato, da bi odložili napredovanje francoskih sil. Zgodovinar Dmitrij Buturlin poroča, da je bila uporabljena kot opazovalna točka za določitev poteka francoskega napredovanja. Zgodovinarja Witner in Ratch in mnogi drugi so poročali, da je bila reduta uporabljen za grožnjo francoskemu desnemu boku, čeprav ni bil dosegljiv z orožjem tega obdobja.
Načelnik generalštaba ruske 1. armade Aleksej Jermolov je v svojih spominih povedal, da je ruska levica premeščala položaj, ko je francoska vojska prispela prej, kot je bilo pričakovano; tako je bitka pri Ševardinu postala zamudna prizadevanja za preprečitev prerazporeditve ruske levice. Zgradbo redute in njen namen zgodovinarji oporekajo do danes.
Konflikt se je začel 5. septembra, ko so francoske sile maršala Joachima Murata v množičnem spopadu s konjeniki srečale Ruse Konovnitzina, Rusi so se na koncu umaknili v samostan Kolorzkoi, ko jim je bil ogrožen bok. Boji so se nadaljevali naslednji dan, vendar se je Konovnitzin znova umaknil, ko je prišel četrti korpus podkralja Eugèna de Beauharnaisa, ki mu je zagrozil v bok. Rusi so se umaknili v reduto Ševardino, kjer je prišlo do neuspelega boja. Murat je vodil Nansoutijev prvi konjeniški korpus in Montbrunov drugi konjeniški korpus, ki ga je podpirala Compansova divizija prvega pehotnega korpusa Louisa Nicolasa Davouta proti reduti. Istočasno je poljska pehota princa Josefa Poniatowskega napadla položaj z juga. Boji so bili težki in zelo hudi, saj se Rusi niso hoteli umakniti, dokler jim Kutuzov osebno ni ukazal. Francozi so zajeli reduto in sicer s 4.000–5.000 Francozi in 6.000 ruskimi žrtvami. Majhna reduta je bila uničena in pokrita z mrtvimi in umirajočimi obeh strani.
Nepričakovano francosko napredovanje z zahoda in padec redute Ševardino je rusko formacijo vrglo v nered. Ker je levi bok njihovega obrambnega položaja propadel, so se ruske sile umaknile proti vzhodu in zgradile improviziran položaj s središčem okoli vasi Utica. Levi bok ruskega položaja je bil tako zrel za bočni napad.

## Nasprotne sile
Leta 1802 se je začela vrsta reform ruske vojske; iz treh bataljonov so ustanovili polke, vsak bataljon pa je imel štiri čete. Porazi pri Austerlitzu, Eylau in Friedlandu so privedli do pomembnih dodatnih reform, čeprav nenehni boji med tremi vojnami s Francijo, dve s Švedsko in dve z Osmanskim cesarstvom nista pustili časa, da se te v celoti uresničijo in absorbirajo. Leta 1806 je bil uveden divizijski sistem, leta 1812 pa korpus. V organizacijski sestavi je mogoče opaziti pruski vpliv. Do Borodina se je ruska vojska močno spremenila od sil, ki so jih srečali Francozi v letih 1805–07.
Ruske sile, prisotne v bitki, so vključevale 180 pehotnih bataljonov, 164 konjeniških eskadrilj, 20 kozaških polkov in 55 topniških baterij (637 topniških kosov). Rusi so imeli skupaj 155.200 vojakov. Na območju je bilo 10.000 kozakov kot tudi 33.000 pripadnikov ruskih milic, ki niso sodelovali v bitki. Po bitki so enote milice razpadle, da bi okrepile redne pehotne bataljone. Od 637 kosov ruskega topništva jih je bilo 300 v rezervi in veliko od njih ni bilo nikoli v bitki. Po mnenju zgodovinarja Aleksandra Mikaberidzeja je francoska vojska z dobro prednostjo ostala najboljša vojska svojega dne. Spoj zapuščine Ancien Régime z formacijami francoske revolucije in Napoleonovimi reformami so jo spremenili v vojaški stroj, ki je zavladal v Evropi od leta 1805. Vsak korpus francoske vojske je bil v resnici lastna mini vojska, sposobna neodvisnih ukrepanje.
Francoske sile so vključevale 214 bataljonov pehote, 317 eskadrilj konjeništva in 587 topniških kosov in skupaj 128.000 vojakov. Vendar francoska cesarska garda, ki je bila sestavljena iz 30 pehotnih bataljonov, 27 konjeniških eskadrilj in 109 topniških kosov - skupaj 18.500 vojakov - ni bila nikoli v akciji.

## Bitka

### Položaj
Položaj na levem krilu ni prinesel posebnih prednosti. Nekaj gričev z rahlim naklonom in morda dvajset metrov visoki, skupaj s pasovi grmičevja, je tvorilo tako zmedeno celoto, da je bilo težko ugotoviti, katera stranka bi imela prednost. Celoten položaj je premočno nakazal levi bok Francozom kot predmet operacije, da so priznali, da so njihove sile privabile na desno. — Carl von Clausewitz, The Battle of Borodino, Mikaberidze, Alexander p. 26
Ruski položaj pri Borodinu je bil sestavljen iz niza nepovezanih zemeljskih del, ki so tekla v loku od reke Moskve na desni, vzdolž njenega pritoka, Koloče (katere strmi bregovi so dodali obrambo) in proti vasi Utica na levi strani. Gozd, razporejen po ruski levi in sredini (na francoski strani Koloče), so otežili razmestitev in nadzor francoskih sil, kar je pomagalo branilcem. Rusko središče je branilo reduto Raevski, masivno zemeljsko konstrukcijo z odprtim hrbtom, v katerem je bilo nameščenih devetnajst topov, ki so imeli jasno ognjeno polje vse do bregov potoka Koloče.
Kutuzov je bil zelo zaskrbljen, ker bodo Francozi lahko zapeljali po Novi smolenski cesti okrog njihovih položajev in naprej do Moskve, tako da je močnejšo 1. armado postavil pod Barclaya na desni strani, na položaje, ki so bili že močni in skorajda neizpodbitno Francozi. 2. armada pod Bagrationom naj bi držala levico. Padec Ševardina je odkril ruski levi bok, vendar Kutuzov ni storil ničesar, da bi spremenil te začetne dispozicije kljub večkratnim prošnjam svojih generalov, da prerazporedijo svoje sile.
Tako, ko se je začela akcija in je Ruse pognala v obrambni in ne ofenzivni boj, njihova težka prevlada v topništvu je zapravila na desnem krilu, ki ga nikoli ne bi napadli, francoska artilerija pa je veliko pripomogla k zmagi v bitki. Polkovnik Karl Wilhelm von Toll in drugi bi poskušali prikriti svoje napake pri tej napotitvi in poznejši poskusi zgodovinarjev bi to vprašanje še dodatno zapletli. Dejansko se je tudi Clausewitz pritožil, da so bile Tollove dispozicije tako ozke in globoke, da so zaradi topniškega ognja nastale nepotrebne izgube. Ruski položaj je bil torej dolg le približno 8 kilometrov z okoli 80.000 vojaki 1. armade na desni in 34.000 2. armade na levi.

### Bagrationov flèches
Prvo področje delovanja je bilo na Bagration flèches (zgodovinska vojaška zemeljska konstrukcija), kot sta predvidevala Barclay de Tolly in Bagration. Napoleon je v poveljstvu francoskih sil naredil napake, podobne tistim ruskega nasprotnika, saj je svoje sile razmejil neučinkovito in ni mogel izkoristiti slabosti ruske linije. Kljub temu, da je maršal Davout predlagal manevriranje, da bi premagal šibko rusko levico, je cesar namesto Davoutovega prvega korpusa ukazal, naj se premakne neposredno naprej v zobe obrambe, medtem ko je bočni manever prepustil šibkemu petemu korpusu princa Poniatowskega.
Prvotni francoski napad je bil namenjen zasegu treh ruskih položajev, ki so jih skupaj poznali pod imenom Bagration flèches, tri zemeljske konstrukcije v obliki puščice z odprtim hrbtom, ki so se dvigala levo en échelon pred potokom Koloča. Ti položaji so pomagali podpirati rusko levico, ki ni imela prednosti na terenu. Pri gradnji flèches so bile želje velike. En častnik je opazil, da so bili jarki preveč plitvi, da so se strelne line odpirale proti tlom, da bi lahko vanje vstopili in da so bile veliko preveč široko izpostavljene pehoti. Flèches je podpiralo topništvo iz vasi Semjanovskaja, katere višina je prevladovala na drugi strani Koloče.
Bitka se je začela ob 6:00 z odprtjem francoske velike baterije s 102 topovi proti ruskemu centru. Davout je poslal Compansov oddelek proti najjužnejšemu delu flèchesa, Dessaixova divizija pa se je usmerila levo. Ko so Compansovi izstopili iz gozda na skrajnem bregu Koloče, jih je prizadel masovni ruski topovski ogenj; tako Compans kot Dessaix sta bila ranjena, Francozi pa so nadaljevali napad. Davout je, ko je videl zmedo, osebno vodil 57. linijski polk (Le Terrible) naprej, dokler niso njegove konja ustrelili; padel je tako močno, da ga je general Sorbier prijavil kot mrtvega. General Rapp ga je prišel nadomestit, le da je Davouta našel živega in je spet vodil 57. polk naprej. Rapp je nato vodil 61. linijski polk, ko je bil ranjen (že 22. zapored v karieri).
Do 7:30 je Davout dobil nadzor nad tremi flèches. Princ Bagration je hitro vodil protinapad, ki je Francoze vrgel s položajev, a je maršal Michel Ney vodil napad 24. polka. Čeprav Bagration ni bil navdušen nad Barclayem, se je nanj obrnil po pomoč, saj je Kutuzov v celoti ignoriral; Barclay se je na njegovo priznanje hitro odzval in poslal najboljše polke, osem grenadirskih bataljonov in štiriindvajset topov z najboljšim tempom za okrepitev Semjanovske. Polkovnika Toll in Kutuzov sta enote stražarske rezerve premaknila že ob 9:00.
Med zmedenimi spopadi so se francoske in ruske enote pomikale naprej v neprehodni dim, ki so jih razbijale topništvo in strelski ogenj, ki je bil grozovit celo po Napoleonovih standardih. Pehota in konjeniki so imeli težave pri manevriranju nad množicami trupel in množico ranjenih. Murat je napredoval s svojo konjenico okoli flèches da bi napadel Bagrationino pehoto, a se je spopadel z 2. kirasirjisko divizijo generala Duka, ki jo je podpirala pehota Neverovskega.
Francozi so izvedli sedem napadov proti flèches in vsakič so se spopadli v hudih tesnih bojih. Bagration je v nekaj primerih osebno vodil protinapade in v zadnjem poskusu, ko ke potisnil Francoze popolnoma nazaj, dobil v nogo topovske drobce nekje okoli 11. ure. Vztrajal je, da ostane na terenu, da opazuje odločen napad Dukovih konjenika. Ta protinapad je pripeljal Murata, da je poiskal prikrite zavezniške Württemberške pehote. Barclayjeve okrepitve pa so poslale v polom le, da bi jih francosko topništvo raztrgalo na koščke, tako da je Friantova divizija ob 11.30 pustila nadzor nad ruskim napredovalnim položajem. Prah, dim, zmeda in izčrpanost so bili združeni, da francoski poveljniki na terenu (Davout, Ney in Murat) ne bi razumeli, da so se vsi Rusi pred njimi umaknili, bili zmedeni in zreli za prevzem. <ref">Riehn, p. 246-247.</ref>
Poveljniška struktura 2. armade je razpadla, ko je bil Bagratid odstranjen z bojišča, poročilo o njegovem napadu se je hitro razširilo in povzročilo propad morale. Napoleon, ki je zbolel zaradi prehlada in je bil predaleč od akcije, da bi resnično opazoval, kaj se dogaja, ni hotel poslati svojih podrejenih okrepitev. Okleval je, da bi svojo zadnjo rezervo, cesarsko gardo, izpustil tako daleč od Francije.

### Prvi napad na reduto Raevski
Princ Eugène de Beauharnais je napredoval s svojimi vojaki proti Borodinu, jurišal po vasi in zajeli rusko gardo lovcev. Vendar so napredujoče kolone hitro izgubile kohezijo; kmalu po čiščenju Borodina so se soočili s svežimi ruskimi napadalnimi tokovi in se umaknili nazaj v vas. General Delzons je bil napoten v Borodino, da bi preprečil, da bi ga Rusi ponovno prevzeli.
Morandova razdelitev je nato prešla na severno stran potoka Semjenovka, preostale Eugenove sile pa so prešle tri mostove čez Koločo proti jugu, tako da so jih postavile na isto stran potoka kot Rusi. Nato je razporedil večino svoje topništva in začel potiskati Ruse nazaj proti reduti Raevski. Nato so Broussierjeve in Morandove divizije napredovale skupaj z besno artilerijsko podporo. Reduta se je zamenjala roke, saj je bil Barclay prisiljen osebno združiti Paskevičkov poražen polk.
Kutuzov je ukazal Jermolovu, naj ukrepa; general je pripeljal tri konjske topniške baterije, ki so začele obstreljevati odprto reduto, medtem ko sta 3. bataljon Ufanskega polka in dva lovska polka, ki jih je vzgojil Barclay, hitela z bajoneti, da bi odpravila Bonamijevo brigado. Napad ruskih okrepitev je vrnil reduto pod ruski nadzor.
Eugènovo topništvo je še naprej razbijalo ruske podporne stebre, medtem ko sta maršala Ney in Davout postavila navzkrižni ogenj s topništvom, nameščenim na Semjonovskem griču. Barclay se je zoperstavil pruskemu generalu Eugenu v desno, da bi podprl Miloradoviča v njegovi obrambi proti revoltu. [54] Francozi so se na to potezo odzvali s posredovanjem generala Sorbierja, poveljnika topništva Cesarske garde. Sorbier je iz Artiljerskega parka Cesarske garde prinesel 36 kosov topništva in prevzel tudi poveljstvo nad 49 topniškimi artilerijskimi konji iz Nansoutyjevega konjiškega korpusa in IV. kavalirskega korpusa La Tour Maubourga, kot tudi iz Eugenove artilerije, ki je odprla močen topniški ogenj.
Ko je Barclay sprožil čete proti napadalni francoski brigadi, je to označil za »sprehod v pekel«. Med najhujšo bitko so Kutuzovi podrejeni sprejemali vse odločitve; po besedah polkovnika Karla von Clausewitza, ki je bil znan po svojem delu Na vojno (Vom Kriege), se je ruski poveljnik »zdel v transu«. S smrtjo generala Kutajsova, poveljnika topništva, je večina ruskih topov neuporabno čepela na gričih in jim niso nikoli ukazali v boj, medtem ko je francosko topništvo rušilo Ruse.

### Kozaki jahajo na severnem boku
Okrog 07:30 so patrulje donskih kozakov iz Matveja Platova polka odkrile ford - prehod čez reko Koločo na skrajnem ruskem desnem (severnem) boku. Ko so videli, da so bila tla pred njimi čista sovražne sile, je Platov videl priložnost, da bi šel okoli francoskega levega boka in v sovražnikovo zaledje. Takoj je poslal enega od svojih pomočnikov, da bi od Kutuzova zahteval dovoljenje za tako operacijo. Platov pomočnik je imel srečo, da je naletel na polkovnika von Tolla, podjetnega člana Kutuzovega štaba, ki je predlagal, naj se v operacijo vključi 1. konjeniški korpus generala Uvarova in naenkrat prostovoljno predstavi načrt vrhovnemu poveljniku.
Skupaj sta šla ht Kutuzovu, ki je nonšalantno dal svoje dovoljenje. Jasnega načrta ni bilo in ni bil določen noben cilj, Kutuzov in Uvarov sta celoten manever razlagala kot domišljijo. Uvarov in Platov sta se tako odpravila, saj sta imela skupaj okrog 8000 konjenikov in 12 topov, brez pehotne podpore. Ko se je Uvarov premikal proti zahodu in jugu, Platov pa proti zahodu, sta na koncu prispela v nezaščiten zadek IV. korpusa podkralja Eugena. To je bilo proti poldnevu, ravno ko je slednji dobil ukaze, da bo izvedel še en napad na reduto Raevski.
Nenadna pojavitev množice sovražne konjenice tako blizu oskrbovalnega vlaka in cesarjevega štaba je povzročila paniko in zmedenost in spodbudila Eugena, naj nemudoma prekliče svoj napad in povleče ves svoj korpus proti zahodu, da se spopade s to alarmantno situacijo. Medtem sta oba poveljnika ruske konjenice poskušala razbiti francosko pehoto, ki bi jo lahko našli v bližini. Ker bi bilo nobene pehote, so bili neusklajeni ruski napadi v prazno.
Ker Platov in Uvarov nista mogla doseči ničesar drugega, sta se vrnila po svojih linijah, tako Kutuzov kot tudi ruski generalštab pa so to akcijo dojemali kot neuspeh. Kot se je izkazalo, je imela akcija izjemen pomen pri izidu bitke, saj se je napad začasnega IV. korpusa na reduto Raevski zavlekel za kritični dve uri. V teh dveh urah so Rusi lahko ponovno ocenili razmere, spoznali grozno stanje Bagratidove 2. armade in poslali okrepitve na frontno črto. Medtem je umik Eugènovega korpusa zapustil Montbrunov II. francoski konjeniški korpus, da je zapolnil vrzel pod najbolj morilskim ognjem, ki je te konjenike izkoristil in demoraliziral, kar je močno zmanjšalo njihovo bojno učinkovitost. Zamuda je bila v nasprotju z vojaškim načelom, ki ga je cesar že večkrat izjavil: »Lahko si opomorem, čas nikoli«. Kozaški napad je prispeval k Napoleonovi kasnejši odločitvi, da ne bo v bitko poslal cesarske garde.

### Končni napad na reduto Raevski
Napoleon je ob 14. uri obnovil napad proti reduti, saj so Broussierjeve, Morandove in Gérardove divizije začele množičen čelni napad, s Castellovo lahko konjeniško divizijo na levi strani in II. rezervnim konjeniškim korpusom na desni.
Rusi so v boj poslali 24. divizijo Lihachova, ki se je pogumno borila pod geslom: »Bratje, za nami je Moskva!« Toda francoske čete so se približale preblizu, da bi topovi streljali in ti so se borili proti napadalcem, ki so bili tesno urejeni. General Caulaincourt je ukazal, da je Watierjeva divizija kirasirjev vodila napad. Barclay je videl, kako se Eugène pripravlja na napad in se mu poskušal zoperstaviti. Francosko topništvo jo je začelo bombardirati, ko se je zbrala. Caulaincourt je vodil Watierjeve kirasirje v napad na reduto na zadnji strani; bil je ubit, ko ga je zadel ogenj ruske muškete.
General Thielmann je nato vodil osem saksonskih in dve poljski konjeniški eskadrilji proti hrbtu redute, medtem ko so častniki in naredniki njegovega poveljstva v resnici prisilili svoje konje skozi strelne line redute, sejal zmedo med branilci in omogočil francoski konjenici in pehoti, da prevzamejo položaj. Bitka se je končala, a obe strani sta bili tako izčrpani, da je delovalo le topništvo. Ob 15:30 je reduta Raevski padla z večino čet 24. divizije. Vsi ruski topničarji so umrli tik ob svojih topovih, generala Lihačova so zajeli Francozi. Toda med mrtvimi ruskimi četami so ležali trupla približno 1000 Caulaincourtovih karasirjev, vključno s samim Caulaincourtom.
Vendar pa padec redute Raevski ni imel velikega pomena za celoten potek bitke. Ruske čete so se uspešno umaknile, ne da bi bile uničene, kljub velikim izgubam. Tako je ruska formacija kljub izgubi nekaterih območij na bojišču preprečila propad. Toda pridobitev redute Raevski je stala hude žrtve Francozov in sam Napoleon je nato ukazal svojim četam, naj se umaknejo na svojo štartno črto. Rusi so nato lahko ponovno zasedli svoje prejšnje položaje.

## Konec bitke
Napoleon je šel naprej, da bi videl razmere z nekdanje ruske fronte kmalu po prevzemu redute. Rusi so se v veliko neredu premaknili na naslednji greben; vendar ta nemir ni bil očiten Francozom, saj so prah in meglica zakrivali ruske položaje. Kutuzov je ruski straži naročil, naj drži črto in tako je tudi storila. Vsa artilerija, ki jo je imela francoska vojska, ni bila dovolj, da bi jo premaknila. Ti kompaktni kvadrati so bili dobri topniški cilji in ruska garda je obstajala na mestu od 16.00 do 18.00, ne da bi se premikala pod svojim ognjem, kar je povzročilo velike žrtve. Vse, kar je lahko videl, je bila množica vojakov v daljavi in tako ni bilo ničesar več poskušeno. Niti napad, ki se je opiral na grobo silo, niti zavrnitev uporabe garde za zaključek dela ni pokazala nobenega sijaja Napoleonovega dela.
Tako pruski štabni častnik Karl von Clausewitz, zgodovinar in bodoči avtor Na vojno in Aleksander I. iz Rusije sta ugotovila, da je obramba kljubovala predvsem slabemu položaju vojakov. Barclay je komuniciral s Kutuzovom, da bi prejel nadaljnja navodila. Po besedah Ludwiga von Wolzogena (v zapisu polnem sarkazma) je bil poveljnik odkrit pol ure na cesti proti Moskvi, obkrožen z mladimi plemiči in z velikim izgovorom, da bo naslednji dan premagal Napoleona.
Kutuzov je kljub svojemu širokoustenju vedel, da je bila njegova vojska preveč prizadeta, da bi se naslednji dan borila z nadaljnjo akcijo. Točno je vedel, kaj počne: med prekinjeno bitko se je zdaj lahko umaknil z nedotaknjeno rusko vojsko, vodil njeno okrevanje in prisilil oslabljene francoske sile, da so se še bolj oddaljile od svojih zalog. Razplet je postala učbeniški primer, kakšna logistika je bila namenjena vojski daleč od središča njene oskrbe. 8. septembra se je ruska vojska oddaljila z bojišča v dveh kolonah do Semolina, kar je Napoleonu omogočilo zasedbo Moskve in pet tednov čakanja na rusko predajo, ki nikoli ni prišla.
Kutuzov bi čez nekaj dni razglasil, da se bo ruska vojska spet borila pred zidom Moskve. Pravzaprav je bilo mesto v bližini Poklonne gore, nekaj kilometrov od Moskve izbrano za bojno mesto. Vendar ruska vojska ni dobila dovolj okrepitev in bilo je preveč tvegano za vsako ceno oklepati se Moskve. Kutuzov je razumel, da rusko ljudstvo ni nikoli hotelo zapustiti Moskve, mesta, ki je veljalo za drugo prestolnico Rusije; vendar je tudi verjel, da ruska vojska nima dovolj sil, da bi zaščitila to mesto. Kutuzov je pozval na vojni svet v noči 12. septembra v vas Fili. V vroči razpravi, ki je svet razdelila pet na štiri v korist boja, je Kutuzov po poslušanju vsakega generala podprl umik. Tako je minila zadnja priložnost za boj, preden je bila zajeta Moskva.

## Zapuščina
Pesnik Mihail Jurjevič Lermontov je romantiziral bitko v svoji pesmi Borodino.
Bitko je slavno opisal Lev Tolstoj v svojem romanu Vojna in mir, »francoska vojska je po šoku, ki je bil prejet, še vedno lahko preplavila Moskvo, toda brez novih prizadevanj ruskih čet obsojena na propadanje, krvavitev na smrt iz smrtne rane, prejete v Borodinu.« 
Leta 1904 je cesarska ruska mornarica po bitki imenovala bojno ladjo. Ogromno panoramo, ki predstavlja bitko, je ob stoletnici Borodina naslikal Franz Roubaud in jo postavil na hrib Poklonnaya v Moskvi v počastitev 150-letnice dogodka. Tudi Peter Iljič Čajkovski je sestavil svojo Uverturo 1812 v spomin na bitko.
V Rusiji se bitka pri Borodinu vsako leto znova prikaže prvo nedeljo v septembru. Na samem bojišču so ohranjeni Bagrationovi flèches; v čast francoskim vojakom, ki so padli v bitki, je bil zgrajen skromen spomenik. Obstajajo tudi ostanki jarkov iz sedemdnevne bitke, ki so se leta 1941 med sovjetskimi in nemškimi silami borile na istem bojišču (ki je vzela manj človeških življenj kot tista iz leta 1812).
V Sovjetski zvezi je bil leta 1987 v spomin na 175-letnico bitke pri Borodinu izdan spominski kovanec za 1 rubelj.
Minorni planet 3544 Borodino, ki ga je leta 1977 odkril sovjetski astronom Nikolaj Stepanovič Černih, je dobil ime po vasi Borodino.
Od maja 1813 do danes se je vsaj 29 ladij po bitki imenovalo Borodino.